# Voronivka, Veselînove
Voronivka (în ucraineană Воронівка) este un sat în așezarea urbană Kudreavțivka din raionul Veselînove, regiunea Mîkolaiiv, Ucraina.

## Demografie
Componența lingvistică a localității Voronivka
     Ucraineană (93,55%)
     Rusă (6,45%)
Conform recensământului din 2001, majoritatea populației localității Voronivka era vorbitoare de ucraineană (93,55%), existând în minoritate și vorbitori de rusă (6,45%).